# Tropidion inerme
Tropidion inerme là một loài bọ cánh cứng trong họ Cerambycidae.